# Gastrophryne mazatlanensis
Espèce
Synonymes
- Microhyla mazatlanensis Taylor, 1943

Gastrophryne mazatlanensis est une espèce d'amphibiens de la famille des Microhylidae.

## Répartition
Cette espèce se rencontre aux États-Unis dans le centre-Sud de l'Arizona et dans le sud-ouest du Nouveau-Mexique et au Mexique au Sonora, au Sinaloa et au Nayarit, le long de la plaine côtière.

## Description
La femelle holotype mesure 22,2 mm.

## Étymologie
Son nom d'espèce, composé de mazatlan et du suffixe latin -ensis, « qui vit dans, qui habite », lui a été donné en référence au lieu de sa découverte, Mazatlán.

## Taxinomie
Cette espèce a été relevée de sa synonymie avec Gastrophryne olivacea par Streicher, Cox, Campbell, Smith et de Sá en 2012 où elle avait été placée par Hecht et Matalas en 1946.

## Publication originale
- Taylor, 1943 : Herpetological Novelties from Mexico. The University of Kansas science bulletin, vol. 29, no 8, p. 343-357 (texte intégral).